# Вэленс, Амасио
Амасио Вэленс Раома (англ. Amasio Valence Raoma, родился 12 мая 1979 года в Нади) — новозеландский регбист фиджийского происхождения; единственный новозеландец — трёхкратный чемпион Игр Содружества по регби-7.

## Личная жизнь
Родом из футбольной семьи: его отец играл в одном из клубов Фиджи; старший брат Никола Раома выступал за сборную Фиджи на Кубке наций ОФК 2004 года. Есть дочь.
Любимый актёр — Мел Гибсон, любимая актриса — Джулия Робертс. Любимый фильм — «Храброе сердце». Любимый футбольный клуб — «Манчестер Юнайтед».

## Игровая карьера
Выступал на позиции флай-хава или второго пяти-восьмого, в чемпионате провинций играл за Окленд. В 2001 году сыграл один матч за «Блюз» в Супер 12, из-за травмы пропустил весь сезон. В своё время Амасио он от футбольной карьеры, сказав, что его навыки в регби будут куда более полезными. На профессиональном уровне выступал в сборной Новой Зеландии в одном составе со звездой 1990-х и 2000-х Эриком Рашем. В шутку Эрик Раш называл Амасио «актёром» за происхождение из футбольной семьи и шутливую привычку падать в некоторых случаях при малейшем контакте.
Амасио отличался хорошим футбольным ударом, поэтому в «Олл Блэкс Севенс» считался основным бьющим. В 1998 году он провёл первый матч на Играх Содружества, сыграв против сборной Фиджи: по словам Амасио, он решился сыграть против исторической родины и показать, на что он способен и почему его уровнем является именно выступление за новозеландцев. Неоднократно выступал на чемпионатах мира и этапах Мировой серии по регби-7. Был капитаном сборной на некоторых турнирах.